# Denis Brott

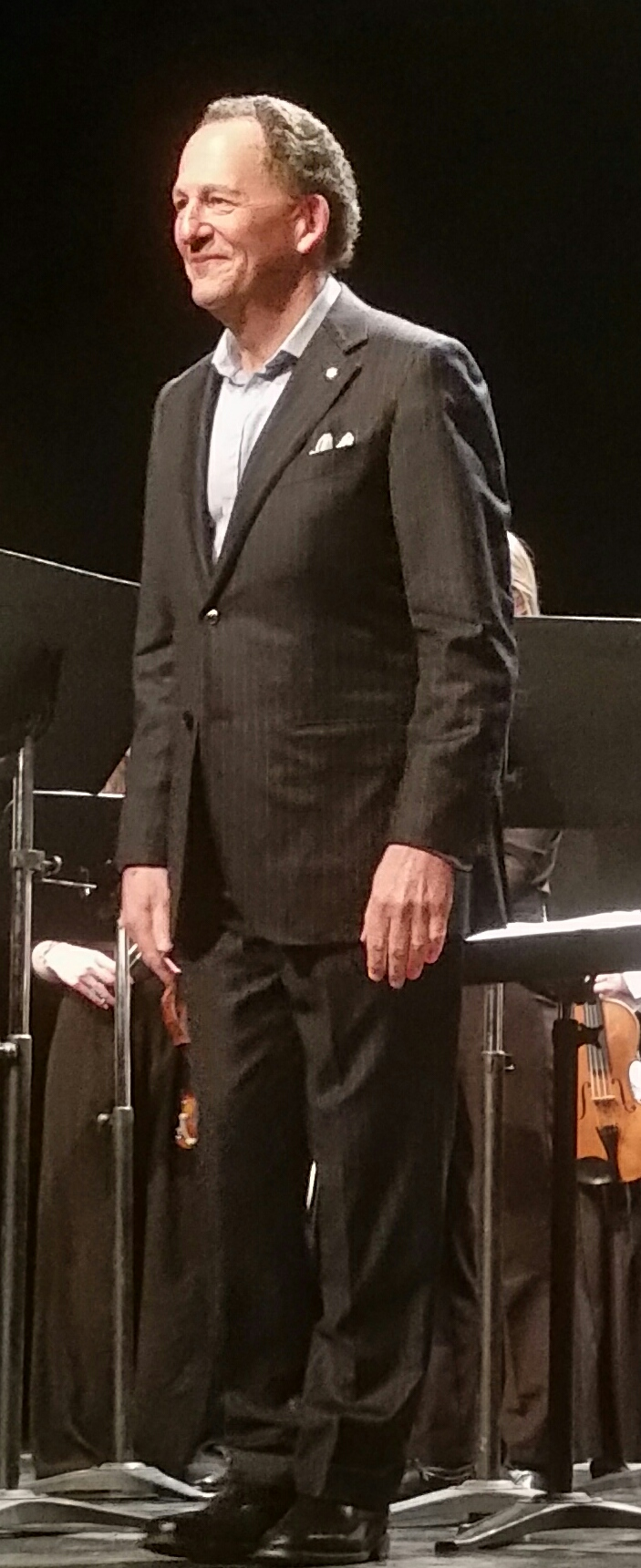
Denis Brott, 2017

Denis Brott (* 9. Dezember 1950 in Montreal) ist ein kanadischer Cellist und Hochschullehrer.

## Leben
Brott hatte von 1959 bis 1967 am Konservatorium seiner Heimatstadt Cellounterricht bei Walter Joachim und besuchte von 1963 bis 1968 Sommerkurse von Zara Nelsova beim Aspen Festival. Er setzte sein Studium von 1968 bis 1971 bei Janos Starker an der Indiana University und von 1971 bis 1975 an der University of Southern California bei Gregor Piatigorsky fort und vervollkommnete seine Ausbildung als Stipendiat des Canada Council bei Leonard Rose in New York, Maurice Gendron in Paris und André Navarra in Siena.
Nachdem er  die Merriweather-Post Competition in New York und den Wettbewerb des Orchestre symphonique de Montréal gewonnen hatte, debütierte er 1967 mit diesem Orchester in Dvořáks Cellokonzert. 1973 belegte er beim Internationalen Musikwettbewerb der ARD in München den Zweiten Platz im Fach Cello. In Kanada trat er bei Recitals und Konzertreisen und im Radio- und Fernsehprogramm der CBC u. a. mit dem Orchestre symphonique de Montréal, dem Toronto Symphony Orchestra und dem Vancouver Symphony Orchestra auf, im Ausland war er u. a. Gastsolist des Los Angeles Philharmonic, des Orchestre de la Suisse Romande und des BBC Welsh Orchestra. Beim Marlboro Festival in Vermont besuchte er zwischen 1972 und 1975 die Meisterklassen von Pablo Casals.
In der Salle Claude-Champagne in Montreal spielte Brott 1974 die Uraufführung von Psalmody, einem Werk für Cello solo, das sein Vater Alexander Brott ihm gewidmet hatte. Im Kulturprogramm der Olympischen Sommerspiele 1976 in Montreal trat er mit dem Hamilton Philharmonic Orchestra unter der Leitung seines Bruders Boris Brott auf. Mit einem Programm mit Werken Franz Schuberts tourte er 1978–79 mit dem Geiger Charles Treger und dem Pianisten André Watts durch die USA. Von 1980 bis 1989 war er Cellist im Orford String Quartet, von 1989 bis 1997 Erster Cellist im Orchestre de chambre McGill (seit 2019 Orchestre classique de Montréal). 2001 wurde er Erster Cellist im Orchestre Symphonique de Québec.
Als Lehrer wirkte Brott von 1975 bis 1977 an der University of North Carolina, von 1978 bis 1980 an der Interlochen Arts Academy, am Royal Conservatory of Music of Toronto (ab 1978), von 1980 bis 1989 an der University of Toronto, ab 1989 am Konservatorium von Montreal, 1990 am Konservatorium des Oberlin College und von 1993 bis 2001 an der California's Music Academy of the West. Außerdem gab er in Kanada und den USA Meisterklassen und wirkte als Juror bei Musikwettbewerben mit.
1987 war Brott maßgeblich an der Einrichtung der Canada’s Musical Instrument Bank beim Canada Council beteiligt, die ihm ein Cello von David Tecchler von 1706 übergab. 1991 war er künstlerischer Leiter des Festival of the Sound . 1995 gründete er das Montreal Chamber Music Festival, das er bis 2002 leitete. 1992 wurde er als Knight of Grace des Most Venerable Order of the Hospital of Saint John of Jerusalem geehrt. 2004 wurde er in die Academy of Great Montrealers aufgenommen, 2016 zum Commander des Ordre de Montréal ernannt.